# Jürgen Säumel
Jürgen Säumel (* 8. September 1984 in Friesach) ist ein ehemaliger österreichischer Fußballspieler und nunmehriger -trainer.

## Karriere

### Als Spieler
Jürgen Säumel begann seine Vereinskarriere im Nachwuchsbereich des steirischen Amateurklubs TSV Neumarkt. 1999 wurde er vom Bundesligisten SK Sturm Graz zunächst für das Nachwuchszentrum verpflichtet. Während seiner dortigen Ausbildung wurde er dank seiner guten Leistungen zuerst in die Amateur- und wenig später in die Kampfmannschaft aufgenommen, für die er ab der Saison 2002/03 spielte. Am 21. November 2001 saß er unter Ivica Osim zum ersten Mal in einem Pflichtspiel auf der Ersatzbank der Profis, kam jedoch nicht zum Einsatz. 2003 wurde er mit der österreichischen U-19-Nationalmannschaft Bronzemedaillengewinner bei der U-19-Europameisterschaft in Liechtenstein. Als Stammspieler der Nachwuchsteams bestritt er insgesamt 51 Jugendländerspiele für Österreich und erzielte dabei fünf Tore.
2004 stieg Mittelfeldspieler Jürgen Säumel mit nur 20 Jahren bereits zum Sturm-Kapitän auf und konnte sich in weiterer Folge für die österreichische Nationalmannschaft empfehlen. Unter Hans Krankl debütierte er am 17. August 2005 im eigenen Stadion in Graz beim 2:2 gegen Schottland, musste aber nach einem zweiten Teameinsatz fast zwei Jahre warten, ehe Krankl-Nachfolger Josef Hickersberger ihn ebenfalls zum Zug kommen ließ. Säumel war im österreichischen Kader bei der Euro 2008.
Säumel, dessen Vertrag 2008 beim SK Sturm Graz ausgelaufen war, unterschrieb am 22. Juli 2008 einen Vertrag für drei Jahre beim FC Turin. Nach dem nach nur einer Saison erfolgten Abstieg in die Serie B wurde Säumel nicht mehr als Stammspieler eingesetzt und stand zuletzt kaum mehr auf dem Platz. Für den FC Turin war Säumel in 30 Ligaspielen im Einsatz und erzielte dabei zwei Treffer. Am 31. Jänner 2010 wurde Säumels Wechsel auf Leihbasis innerhalb der Serie B zu Brescia Calcio bekanntgegeben. Mit Brescia stieg er in die Serie A auf. Da sich die beiden Vereine anschließend nicht über einen Transfer Säumels einigen konnten, kam er in der Saison 2010/11 nicht zum Einsatz.
Im Jänner 2011 wechselte Säumel zum MSV Duisburg zunächst für ein halbes Jahr in die zweite deutsche Liga. Nachdem er nur zu sieben Einsätzen, vier davon späte Einwechslungen, gekommen war, wurde der Vertrag nicht verlängert. Am 8. August 2011 gab Säumels Heimatklub, der SK Sturm Graz dessen Rückkehr bekannt. Säumel erhielt einen Ein-Jahres-Vertrag, mit Option auf ein weiteres Jahr. Im Sommer 2013 wurde sein Vertrag beim SK Sturm Graz nicht verlängert, wodurch Säumel vereinslos war. Am 25. Oktober 2013 unterschrieb er beim SC Wiener Neustadt, bei dem er bereits in den letzten Wochen mittrainiert hatte, einen Vertrag bis Sommer 2014 mit Option für ein weiteres Jahr. Ab Juni 2014 spielte er für den FC Wacker Innsbruck.
Nach der Saison 2016/17 verließ er Wacker. Im Mai 2018 beendete er nach einer Saison ohne Verein seine Karriere.

### Als Trainer
Erste Erfahrungen im Trainerbereich sammelte Säumel laut seinem offiziellen ÖFB-Profil in der Saison 2015/16 als Co-Trainer der U-16-Mannschaft des FC Wacker Innsbruck, bei dem er zu dieser Zeit im Profifußball als Spieler aktiv war. Nachdem er zunächst die UEFA-B-Trainerlizenz erhalten und in der Spielzeit 2017/18 bei seinem Jugendklub TSV Neumarkt als Jugendtrainer fungiert hatte, wurde Säumel im Juni 2018 Co-Trainer von Markus Schopp beim Bundesligisten TSV Hartberg. Während seiner dortigen Zeit erlangte er im Juni 2019 die UEFA-A-Lizenz und machte weitere Fortbildungen innerhalb seiner Kategorie (Kategorie 3). Von Mai 2021 bis März 2022 war Säumel Assistenztrainer von ÖFB-Teamchef Franco Foda. Im Sommer 2022 wurde er Cheftrainer der Regionalligamannschaft des Wolfsberger AC. Im März 2023 verließ er die Kärntner wieder.
Wenige Wochen nachdem er die UEFA-Pro-Lizenz erhalten hatte, wurde Säumel im Dezember 2023 Trainer der zweiten Mannschaft von Sturm Graz. Säumel konnte mit Sturm II aber den sportlichen Abstieg nicht verhindern, das Team beendete die Saison als Vorletzter. Aufgrund diverser Zulassungsentzüge blieb Sturms Reserve aber der Liga dennoch erhalten. Im November 2024 wurde Säumel interimistisch Cheftrainer der Bundesligamannschaft von Sturm, nachdem Christian Ilzer den Verein Richtung Deutschland verlassen hatte. Als Trainer der zweiten Mannschaft folgte Thomas Hösele – mittlerweile Trainer U-18-Akademiemannschaft Sturms – interimistisch nach. Nach fünf Spielen als Interimstrainer, aus denen Sturm drei Siege holte, wurde Säumel im Dezember 2024 als Cheftrainer bestätigt.

## Erfolge

### Als Spieler
- 3. Platz bei der U19-EM 2003 in Liechtenstein
- 20 Spiele für die österreichische Nationalmannschaft von 2005 bis 2012
- EM-Teilnahme 2008

### Als Trainer
- Österreichischer Meister 2025

## Familie
Sein jüngerer Bruder Gerald (* 1986) entstammt ebenfalls dem Nachwuchs des TSV Neumarkt und des SK Sturm Graz und spielte ebenso mehrere Jahre im Profifußball.
Seine Cousins Thomas (* 1980) und Georg Harding (* 1981) waren gleichermaßen im Fußballsport aktiv. Während es der ältere der beiden nicht über den Amateurbereich hinausbrachte, brachte es der jüngere auf über 200 Spiele in den beiden höchsten österreichischen Fußballligen.